# Афанасий (Папас)
Митрополи́т Афана́сий Папа́с (греч. Μητροπολίτης Αθανάσιος Παπάς; род. 22 марта 1936, Кадыкёй, Стамбул) — епископ Константинопольской православной церкви; митрополит Халкидонский (2008—2021) на покое.
Тезоименитство — 18 января (святителя Афанасия Александрийского).

## Биография
Родился 22 марта 1936 года в районе Кадыкёй (Халкидон), в Стамбуле.
В 1959 году окончил Богословскую школу на Халки, параллельно в 1957—1958 годах изучал иконопись в Афинах у известного греческого иконописца Фотиса Кондоглу.
24 апреля 1959 года был пострижен в монашество. 26 апреля 1959 года был рукоположен во диакона митрополитом Иконийским Иаковом (Стефанидиса).
В 1959—1965 годах обучался в аспирантуре Мюнхенского университета по специальностям «Византология» и «Средневековая и новейшая история искусств», где и защитил диссертацию на соискание степени доктора философии.
В том же году назначен преподавателем Халкинской богословской школы по кафедре христианской археологии и искусства. Одновременно преподавал литургику и древнееврейскую археологию, а также на гимназическом отделении — Закон Божий и историю искусства.
17 сентября 1972 года рукоположен в сан иеромонаха и, по возведении в достоинство архимандрита, 24 сентября того же года рукоположен в сан епископа Хеленопольского, викария Халкидонской митрополии.
9 ноября 1976 года возведён в сан митрополита. Продолжил исполнять должность викария митрополита Мелитона до болезни последнего в 1984 году. С этого года и до смерти преосвященного Мелитона в 1989 году исполнял обязанности представителя митрополита Мелитона в Халкидонской митрополии, а затем её патриаршего наместника в 1989—1990 годах.
С 1985 года — член Священного Синода Константинопольского Патриархата и многих синодальных комиссий.
2 октября 1990 году избран митрополитом Гелиопольским и Фирским.
С 1992 года — член Центрального комитета Всемирного Совета Церквей. С 1995 года — почетный президент Всемирного Совета религий и мира. Владеет греческим, французским, немецким и турецким языками.
21 марта 2008 года избран митрополитом Халкидонским, экзархом Вифинии. 27 марта того же года состоялась его интронизация.
16 февраля 2021 года решением Священного синода Константинопольского патриархата был уволен от управления Халкидонской митрополией «за непослушание и неуважение» и причислен к иерархам, пребывающих на покое как «бывший митрополит Халкидонский».